# Ocularia apicalis
Ocularia apicalis är en skalbaggsart som beskrevs av Jordan 1894. Ocularia apicalis ingår i släktet Ocularia och familjen långhorningar.
Artens utbredningsområde är Gabon. Inga underarter finns listade i Catalogue of Life.